# Ghețarul Aletsch

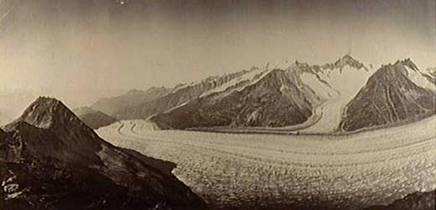
Ghețarul Aletsch în anul 1880

Ghețarul Aletsch (germana elvețiană: Grosser Aletschgletscher) este cel mai mare ghețar luat ca suprafață sau lungime din regiunea munților Alpi. El este situat în regiunea de sud a Alpilor  Bernezi din cantonul Wallis, Elveția. Ghețarul are o lungime de 23,1 km, și avea în anul 1973 suprafața de 86,6 km². Apa rezultată din topirea ghețarului se scurge prin Râul Massa în Ron. Bazinul de colectare a lui Massa are suprafața de 195 km², suprafață care în anul 1973, 2/3 era acoperită de ghețar. În anul 1973 era acoperită de gheață o suprafață de 128 km², iar în trecut în anul 1863 era de ca. 163 km².